# 눈썹주름근
눈썹주름근(corrugator supercilii muscle), 또는 추미근(皺眉筋)은 눈에 가까이 위치한 작고 좁은 삼각형의 근육이다. 이 근육은 눈썹활의 안쪽 끝에서 일어나 눈썹 피부의 깊은 표면에 닿는다. 작용 시 눈썹을 아래안쪽으로 당겨 이마에 수직 방향으로 주름을 만든다.

## 구조
눈썹주름근은 눈둘레근 바로 위쪽, 눈썹의 안쪽 끝, 이마힘살 아래에 위치한다.
이는곳은 눈썹활의 안쪽 끝이다. 근육 섬유는 눈둘레근의 눈꺼풀판 부분과 눈확 부분 사이에서 위가쪽으로 주행한다. 이후 눈확활의 중간 위의 눈썹 피부 깊은 표면에 닿는다.

### 위치 관계
도르래위신경은 눈썹주름근과 이마힘살 사이를 지나간다.

## 기능
눈썹주름근은 눈썹을 아래안쪽으로 당겨 이마에 수직 방향의 주름을 만든다. 눈살을 찌푸리는 근육에 속하며 고통을 표현하는 주요 근육으로 볼 수 있다. 또한 태양 빛에 눈이 부시는 것을 방지하기 위해 눈썹주름근이 수축하여, 눈썹을 콧대 쪽으로 당기고 눈의 중간 모서리와 이마 미간 주름 위에서 '지붕'과 유사하게 햇빛을 가린다.

## 임상적 중요성
때때로 눈썹주름근을 일부 유형의 편두통에 대한 예방 치료 목적으로, 또는 미용을 목적으로 외과적으로 절단하거나 보툴리눔 독소를 이용해 마비시킬 수 있다.

## 어원
'Corrugator supercilii'라는 이름은 라틴어에서 유래했으며 눈썹의 주름을 의미한다.

## 추가 이미지
위키미디어 공용에 눈썹주름근 관련 미디어 분류가 있습니다.

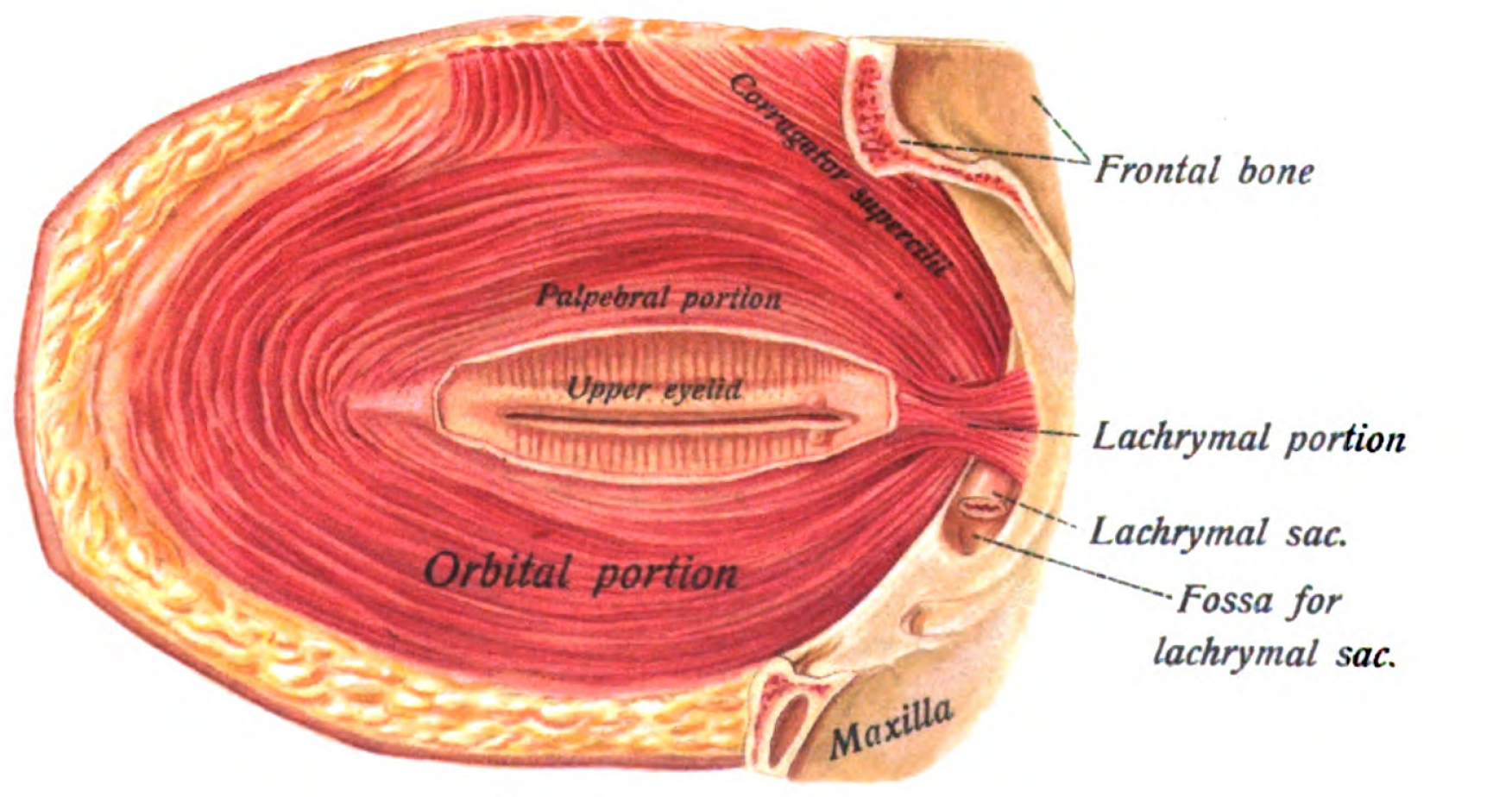
안쪽에서 본 눈썹주름근.
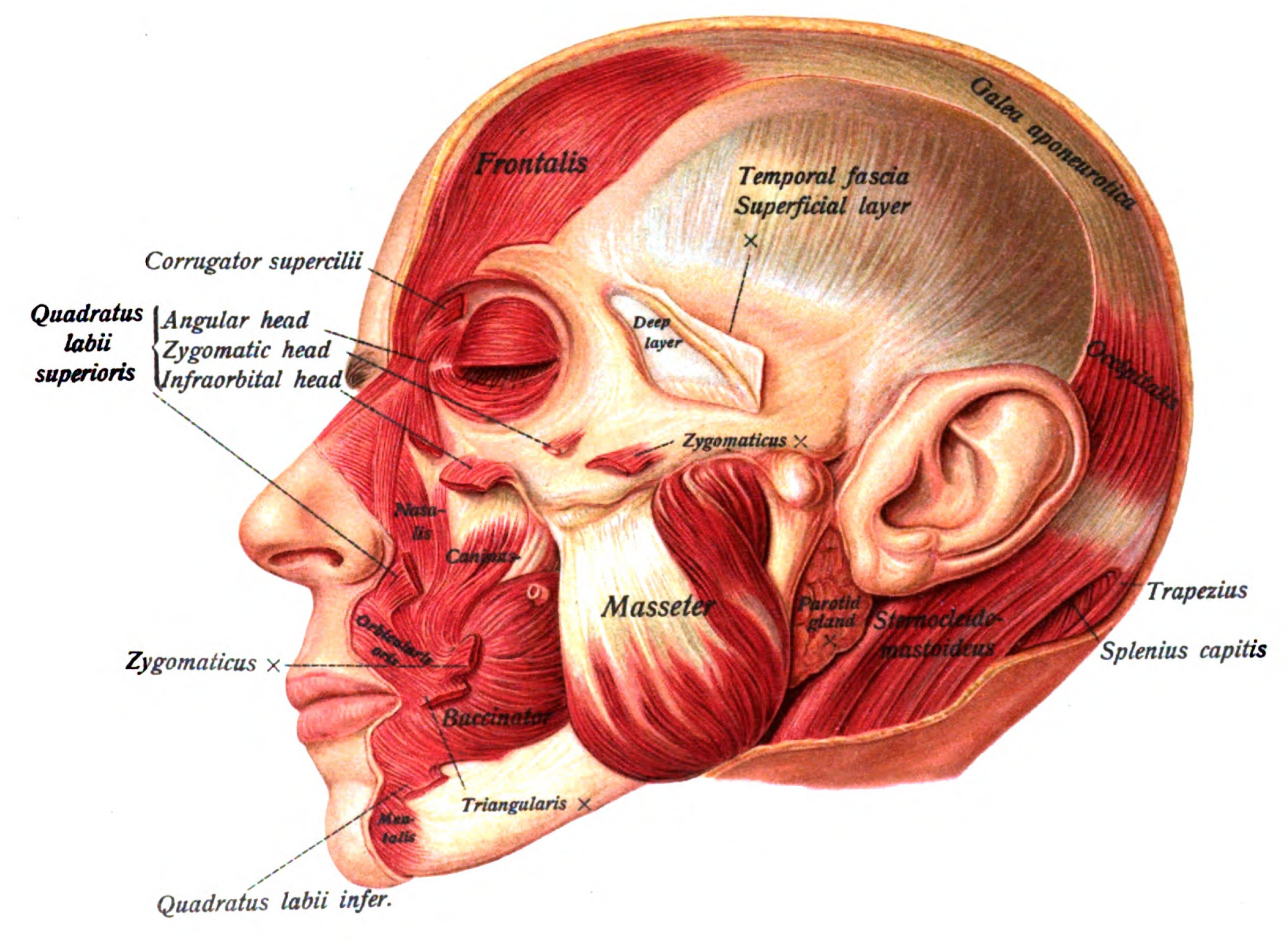
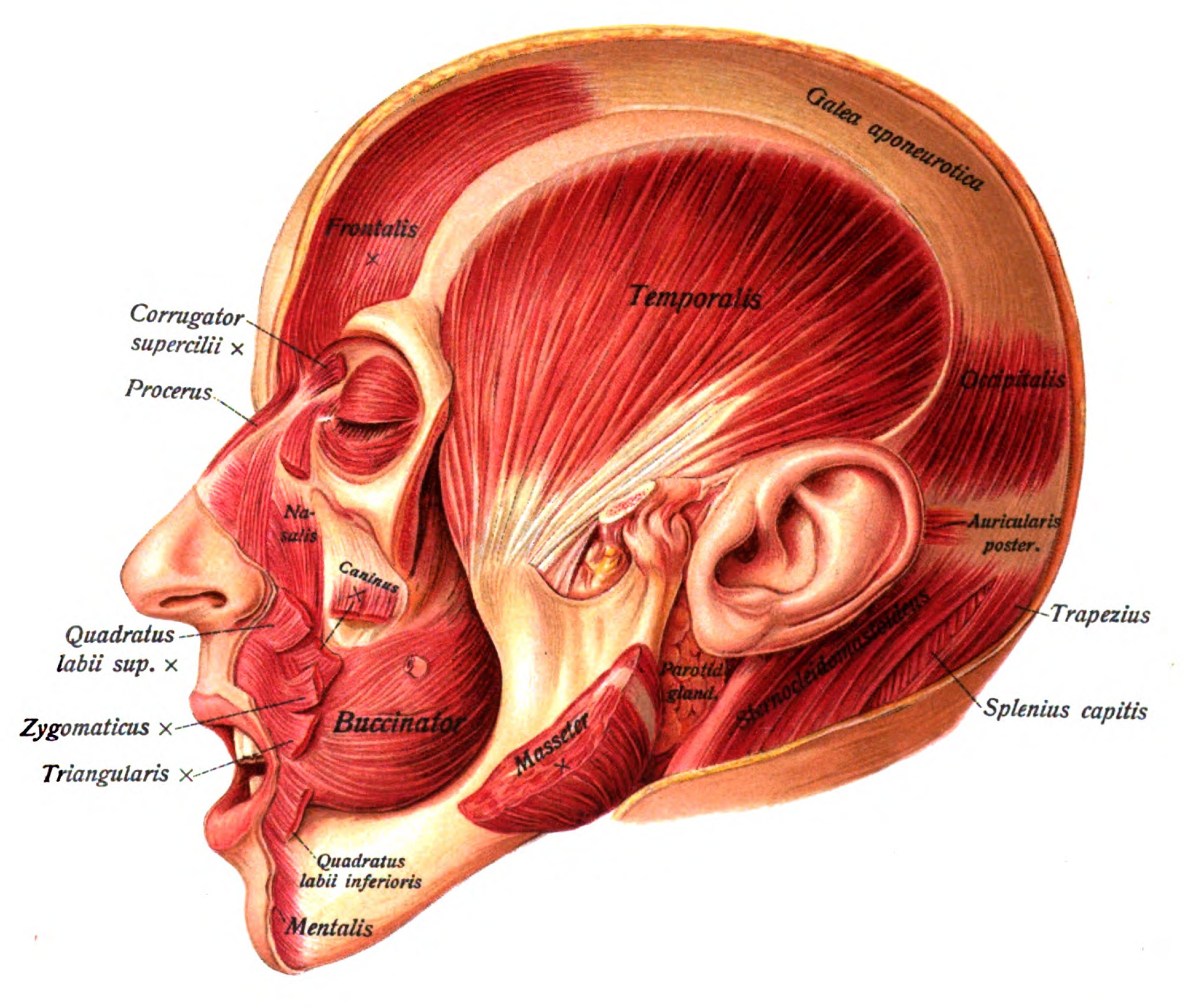
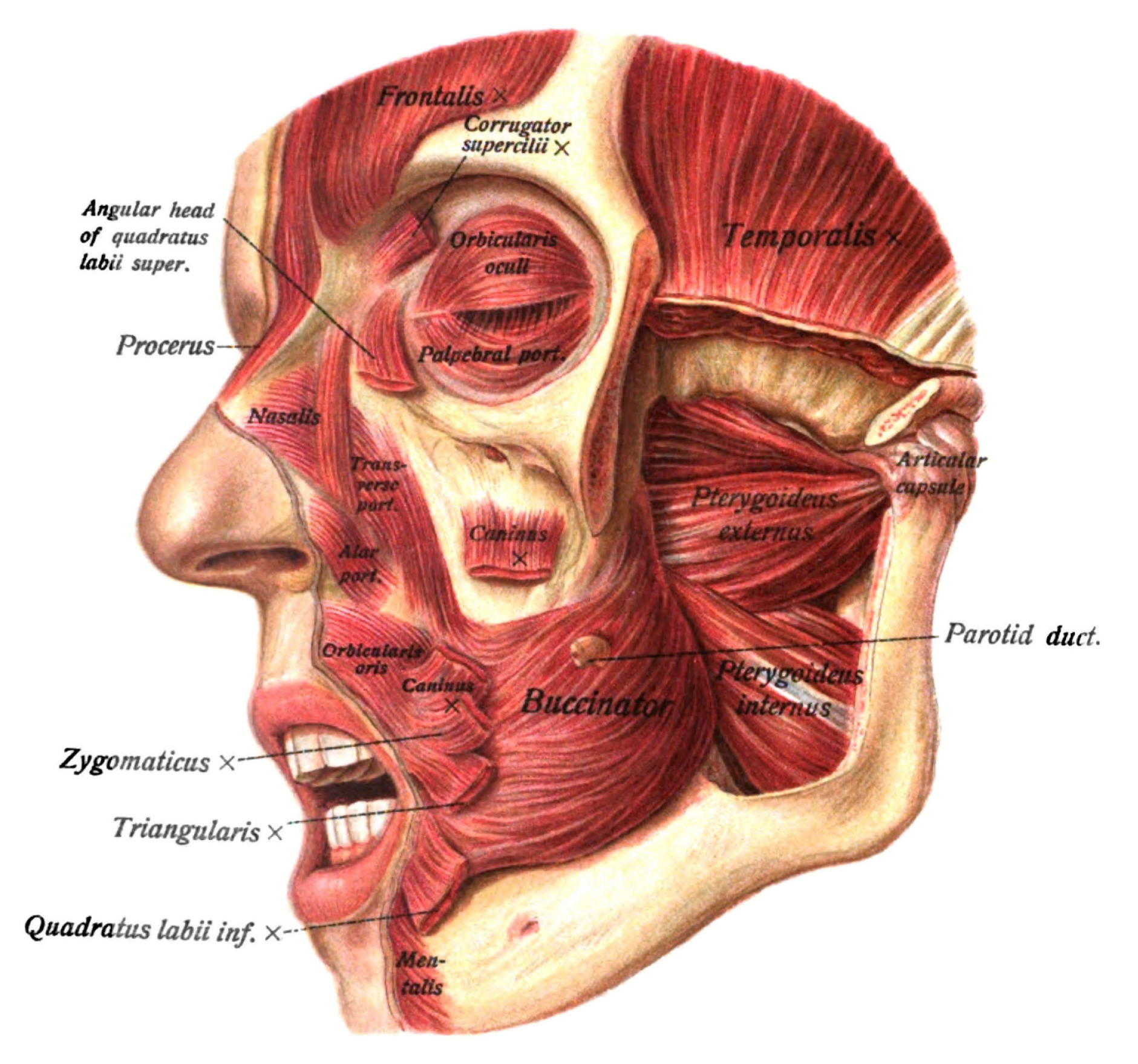
빨간색으로 표시된 눈썹주름근.
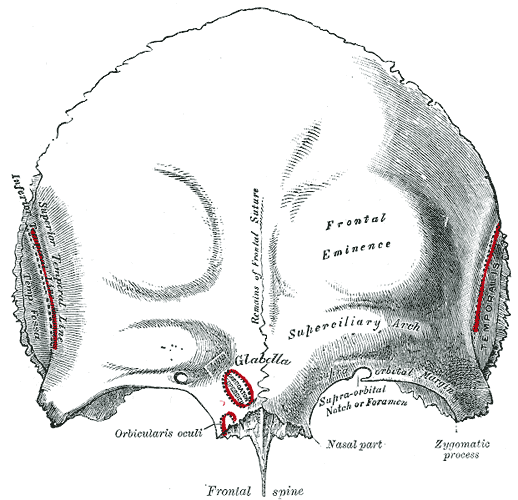
근육이 붙는 곳이 표시된 이마뼈의 바깥면.
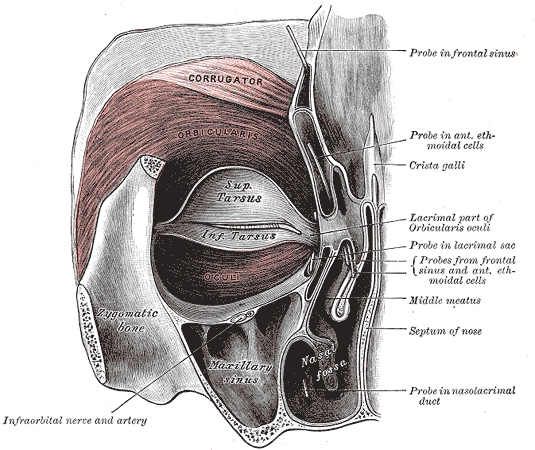
얼굴 위쪽의 그림.

## 참고 문헌
이 문서는 현재 퍼블릭 도메인에 속하는 그레이 해부학 제20판(1918) page 907의 내용을 기초로 작성된 글이 포함되어 있습니다.